# Marian Starczewski
Marian Antoni Starczewski (ur. 24 marca 1924 w Starym Sączu, zm. 17 czerwca 1988 w Warszawie) – chemik polski, profesor i rektor Politechniki Śląskiej, profesor Politechniki Warszawskiej. Zajmował się badaniami nad materiałami budowlanymi, inżynierią materiałową i badaniami nad korozją.

## Życiorys

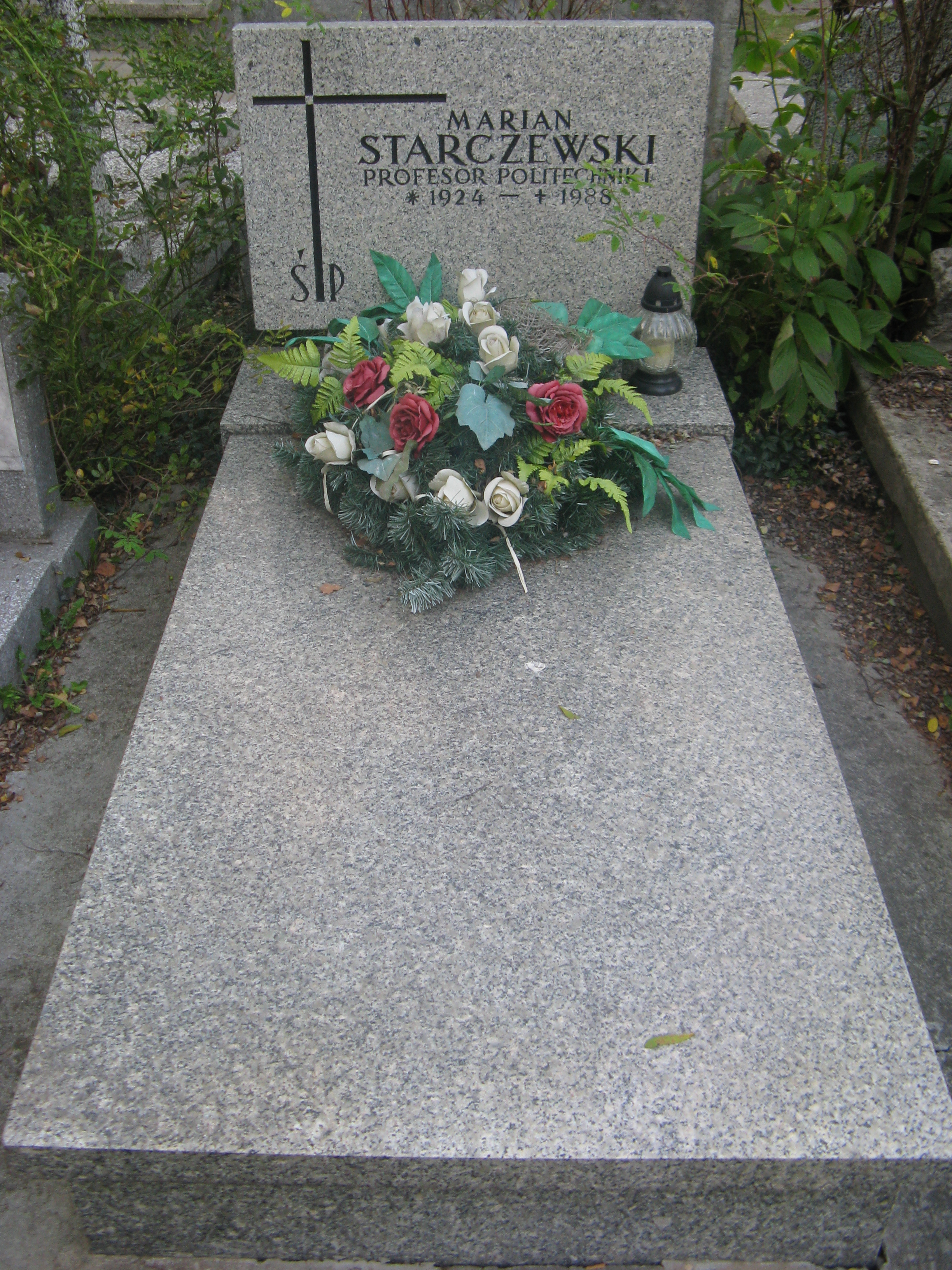
Grób Mariana Starczewskiego na Cm. Wojskowym na warszawskich Powązkach

Był synem Stanisława (urzędnika) i Marii z Ogorzałych. Uczęszczał do szkoły powszechnej w Starym Sączu, następnie do Gimnazjum im. Bolesława Chrobrego w Nowym Sączu i Gimnazjum im. Władysława Orkana w Starym Sączu.
Naukę szkolną przerwała II wojna światowa. W czasie okupacji przez pewien czas ukrywał się, odmówiwszy stawiennictwa do robót przymusowych. Pracował w gospodarstwie rolnym, spółdzielni mleczarskiej i jako buchalter. Uzupełniał również wykształcenie na tajnych kompletach (matura w 1943). Jako łącznik współpracował z Armią Krajową.
W maju 1945 rozpoczął studia na Wydziale Chemicznym Politechniki Śląskiej w Krakowie (w sierpniu tegoż roku przeniesionej do Gliwic). Na ostatnich latach studiów naukę łączył z pracą w laboratorium badawczym Zakładów Chemicznych "Oświęcim" i na Wydziale Technologicznym Gliwickiego Biura Studiów i Projektów Budownictwa Przemysłowego.
Od września 1950 był starszym asystentem w Katedrze Technologii Wielkiego Przemysłu Nieorganicznego Politechniki Śląskiej, kierowanej przez Stefana Pawlikowskiego. Dyplom magistra inżyniera chemii uzyskał 9 lutego 1951.
W latach 1954–1958 poza uczelnią był związany z Instytutem Materiałów Ogniotrwałych w Gliwicach, gdzie kierował pracownią wyrobów krzemionkowych i kwasoodpornych na Wydziale Wyrobów Glinokrzemiankowych. W grudniu 1960 obronił doktorat, na podstawie rozprawy przygotowanej pod kierunkiem Pawlikowskiego Studia nad ogniotrwałością i własnościami ceramicznymi celsjanu w zależności od rodzaju i ilości domieszek spiekających. Powołany na stanowisko adiunkta, odbył w latach 1960-1961 staże naukowe na Uniwersytecie Łomonosowa w Moskwie i w Instytucie Chemii Krzemianów Akademii Nauk ZSRR w Leningradzie.
W 1963 przeniósł się na Wydział Budownictwa i Architektury Politechniki Śląskiej, gdzie objął kierownictwo Zakładu Ochrony przed Korozją w Katedrze Budowli Przemysłowych. W listopadzie 1964 habilitował się i otrzymał stopień docenta, w 1966 został kierownikiem Katedry Chemii i Technologii Materiałów Budowlanych. Kolejny staż odbył w 1967 w Akademii Górniczej we Freibergu (dawne NRD). Po likwidacji katedr w 1969 Starczewski został dyrektorem Instytutu Chemii i Technologii Nieorganicznej na Wydziale Technologii i Inżynierii Chemicznej. Prowadził również zajęcia z korozji w Studium Podyplomowym Instytutu Budownictwa Politechniki Wrocławskiej oraz na Politechnice Gdańskiej.
W lipcu 1971 został profesorem nadzwyczajnym, w listopadzie 1976 profesorem zwyczajnym. Pełnił na uczelni także funkcje organizacyjne - w latach 1969-1972 prodziekana Wydziału Technologii i Inżynierii Chemicznej, 1972-1978 prorektora ds. nauki i współpracy z przemysłem, 1978-1981 prorektora ds. ogólnych. W 1982 objął funkcję rektora Politechniki po usuniętym ze stanowiska w czasie stanu wojennego Ryszardzie Peteli. Przeprowadził wówczas, zgodnie z wytycznymi władz partyjnych, tzw. weryfikację, czyli w praktyce zwolnienie z pracy osób związanych z "Solidarnością". Sam Starczewski nie był członkiem PZPR. Funkcję rektora pełnił do 1984.
W 1987 przeniósł się na Politechnikę Warszawską. Objął tam kierownictwo Zakładu Ceramiki w Instytucie Technologii Nieorganicznej, był również dziekanem Wydziału Chemicznego. Zmarł nagle w czerwcu 1988. Został pochowany na Cmentarzu Wojskowym na Powązkach (kw. K, rząd 4, grób 30).

## Dokonania naukowe
Zajmował się technologią substancji nieorganicznych wysokiej czystości, technologią surowców nieorganicznych, chemią i technologią materiałów budowlanych i ogniotrwałych, inżynierią materiałową i badanami nad korozją. Był jednym z pierwszym w Polsce specjalistów korozji tworzyw niemetalowych oraz zabezpieczeń chemoodpornych obiektów przemysłowych.
Ogłosił około 160 prac, głównie na łamach "Zeszytów Naukowych Politechniki Śląskiej" i "Ochrony przed Korozją" (był redaktorem tego pisma i członkiem jego rady programowej), a także "Prac Instytutów Hutniczych", "Chemika", "Materiałów Budowlanych", "Cementu". Był współautorem książek ABC korozjonisty (1961) i Mała ilustrowana encyklopedia techniczna. Chemia (1965), redaktorem publikacji Przeciwkorozyjne zabezpieczenia obiektów przemysłowych (1974). Miał na koncie patenty (m.in. sposób wytwarzania ciekłych formierskich mas cementowych) i wdrożenia w przemyśle, był konsultantem wielu zakładów przemysłowych.
W latach 1975–1980 brał udział w pracach Komitetu Nauk Chemicznych Polskiej Akademii Nauk. Przewodniczył Zespołowi Dydaktycznemu "Chemia" przy Ministrze Nauki, Szkolnictwa Wyższego i Techniki, a także Sekcji Korozji Stowarzyszenia Naukowo-Technicznego Inżynierów i Techników Przemysłu Chemicznego i Polskiemu Komitetowi ds. Korozji przy Zarządzie Głównym Naczelnej Organizacji Technicznej. Działał w Związku Nauczycielstwa Polskiego, wchodząc w skład władz oddziału Katowickiego. Współpracował również z nauką zagraniczną, głównie krajów bloku socjalistycznego, ale był także m.in. członkiem komitetu redakcyjnego londyńskiego Scientific World i włoskiej Śródziemnomorskiej Akademii Nauk.
Pod jego kierunkiem obroniono przeszło 150 prac dyplomowych, wypromował również 20 doktorów. Wiele prac ogłosił razem ze współpracownikami.

## Odznaczenia
- Krzyż Komandorski Orderu Odrodzenia Polski[2]
- Krzyż Kawalerski Orderu Odrodzenia Polski
- Order Sztandaru Pracy II klasy
- Srebrny Krzyż Zasługi
- Medal 30-lecia Polski Ludowej
- Medal 40-lecia Polski Ludowej
- Medal Komisji Edukacji Narodowej
- Odznaka tytułu Zasłużony Nauczyciel PRL
- Złota Odznaka "Zasłużony dla województwa katowickiego"
- Złota Odznaka Związku Nauczycielstwa Polskiego
- Złota Odznaka Polskiego Związku Inżynierów i Techników Budownictwa

## Życie prywatne
Żonaty dwukrotnie, po raz pierwszy z Wandą Gepner, po raz drugi z Krystyną Szokalską (urzędniczką). Nie miał dzieci.